# Barwy grzechu
Barwy grzechu (port. Da cor do pecado) – brazylijska telenowela z 2004 roku. W rolach głównych występują Taís Araújo i Reynaldo Gianecchini. Główną antagonistkę gra Giovanna Antonelli. Serial składa się ze 160 odcinków, każdy po 45 minut.
Akcja telenoweli rozciąga się na przestrzeni 12 lat. Opowiada o miłości Paca, syna najbogatszego człowieka w Brazylii, do ubogiej Murzynki Prety.

## Wersja polska
W Polsce serial po raz pierwszy emitowany był przez telewizję TVN od 9 stycznia 2006 do 25 sierpnia 2006. Następnie w okresie od stycznia 2009 do 19 sierpnia 2009 powtarzany był przez telewizję TVN7. Lektorem serialu był Jacek Brzostyński.

## Obsada
| Aktor                | Postać                                    |
| -------------------- | ----------------------------------------- |
| Taís Araújo          | Preta de Souza                            |
| Reynaldo Gianecchini | Paco Lambertini Sardinha / Apolo Sardinha |
| Giovanna Antonelli   | Bárbara Campos Sodré                      |
| Alinne Moraes        | Moa Nascimento Mattar                     |
| Rosi Campos          | Edilásia Sardinha (Mamuśka)               |
| Lima Duarte          | Afonso Lambertini                         |
| Guilherme Weber      | Tony Peixoto de Almeida                   |
| Aracy Balabanian     | Germana Cordiolli Lambertini              |
| Karina Bacchi        | Ernestina Sardinha (Tina)                 |
| Caio Blat            | Abelardo Sardinha                         |
| Cauã Reymond         | Thor Sardinha                             |
| Pedro Neschling      | Dionísio Sardinha                         |
| Leonardo Brício      | Ulisses Sardinha                          |
| Sérgio Malheiros     | Raí de Souza Lambertini                   |
| Felipe Latgé         | Otávio Lambertini                         |
| Tuca Andrada         | Kaíke Oliveira                            |
| Matheus Nachtergaele | Pai Helinho                               |
| Maitê Proença        | Vera Campos Sodré (Verinha)               |
| Ney Latorraca        | Eduardo Campos Sodré (Edu)                |
| Graziela Moretto     | Beki                                      |
| Thiago Martins       | Sal de Oliveira                           |
| Samara Felippo       | Greta Bazarov                             |
| Fernanda Paes Leme   | Nieta Bazarov                             |
| Tarciana Saad        | Natasha Bazarov                           |
| Jonathan Haagensen   | Dodô                                      |
| Giordanna Forte      | Cristina Nogueira do Amaral (Kika)        |
| Sidney Magal         | Comandante Frazão                         |
| Vanessa Gerbelli     | Tancinha / Zuleide                        |
| Cláudia Ohana        | Zuleide                                   |
| Arlindo Lopes        | Cezinha                                   |
| Francisco Cuoco      | Pai Gaudêncio                             |
| Liliana Castro       | Olívia Garcia                             |
| Carolina Dieckmann   | Júlia Miranda                             |
| Solange Couto        | Lita Nazaré de Souza                      |
| Rocco Pitanga        | Felipe Garcia Freitas                     |
| Jorge Coutinho       | Ítalo Freitas                             |
| Maria Rosa           | Laura Garcia Freitas                      |
| Marilu Bueno         | Stela Soares Dutra                        |
| Mônica Torres        | Nívea Nogueira do Amaral                  |
| Sokram Sommar        | Nico                                      |
| Victor Perales       | Brad Nogueira do Amaral                   |
| Ivone Hoffmann       | Marina Peixoto de Almeida                 |

### Galeria

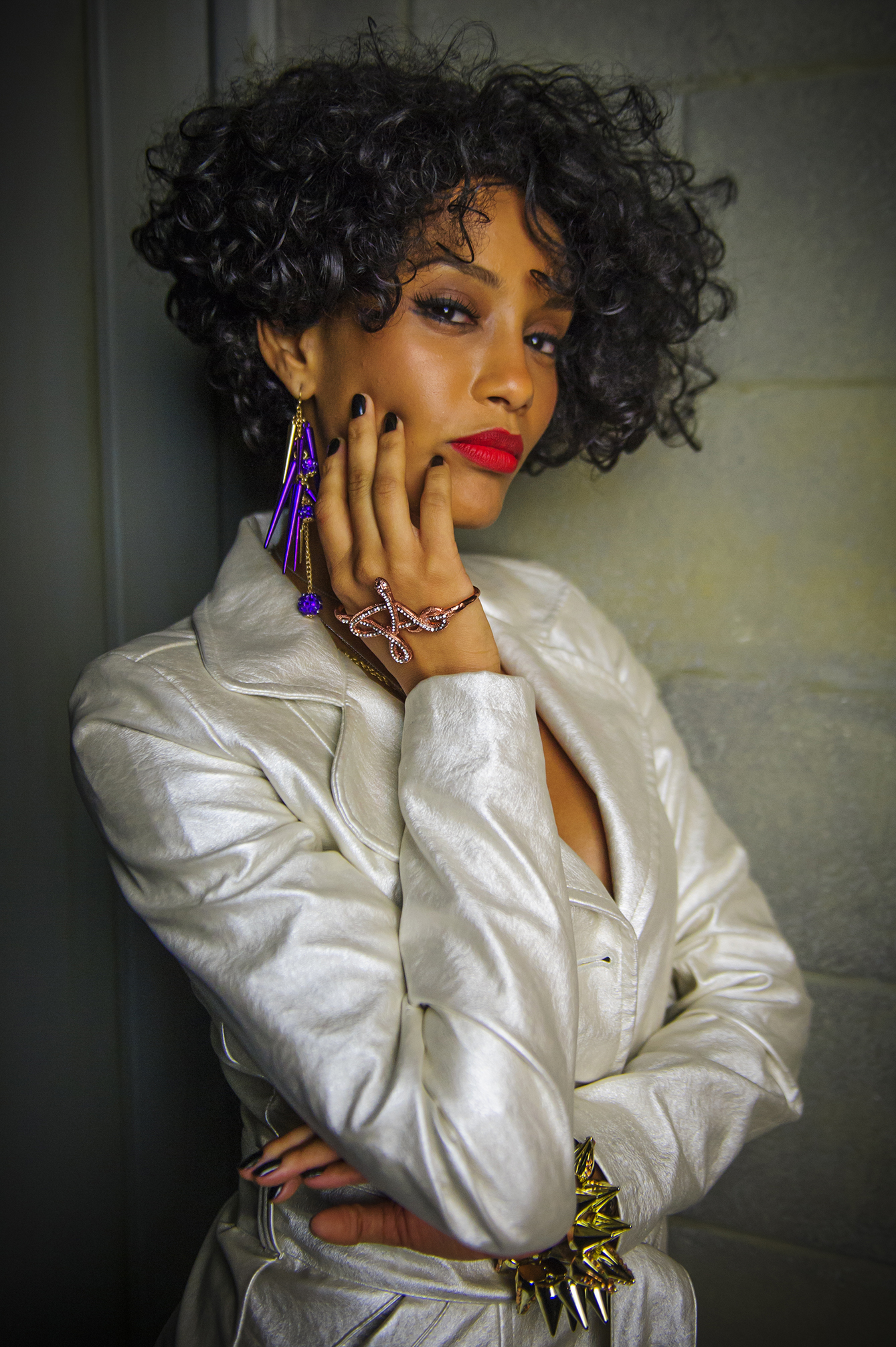
Taís Araújo Preta
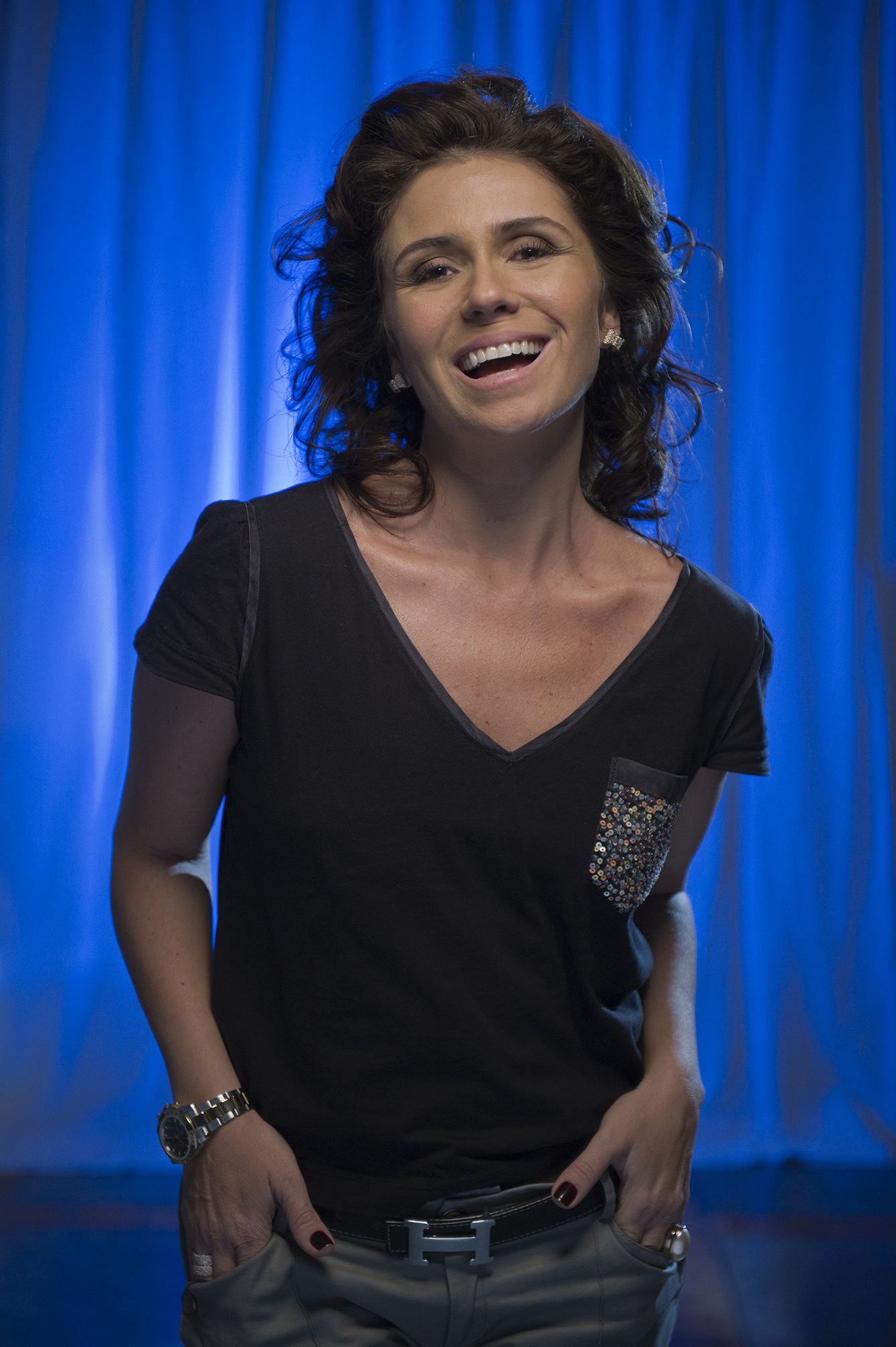
Giovanna Antonelli Bárbara
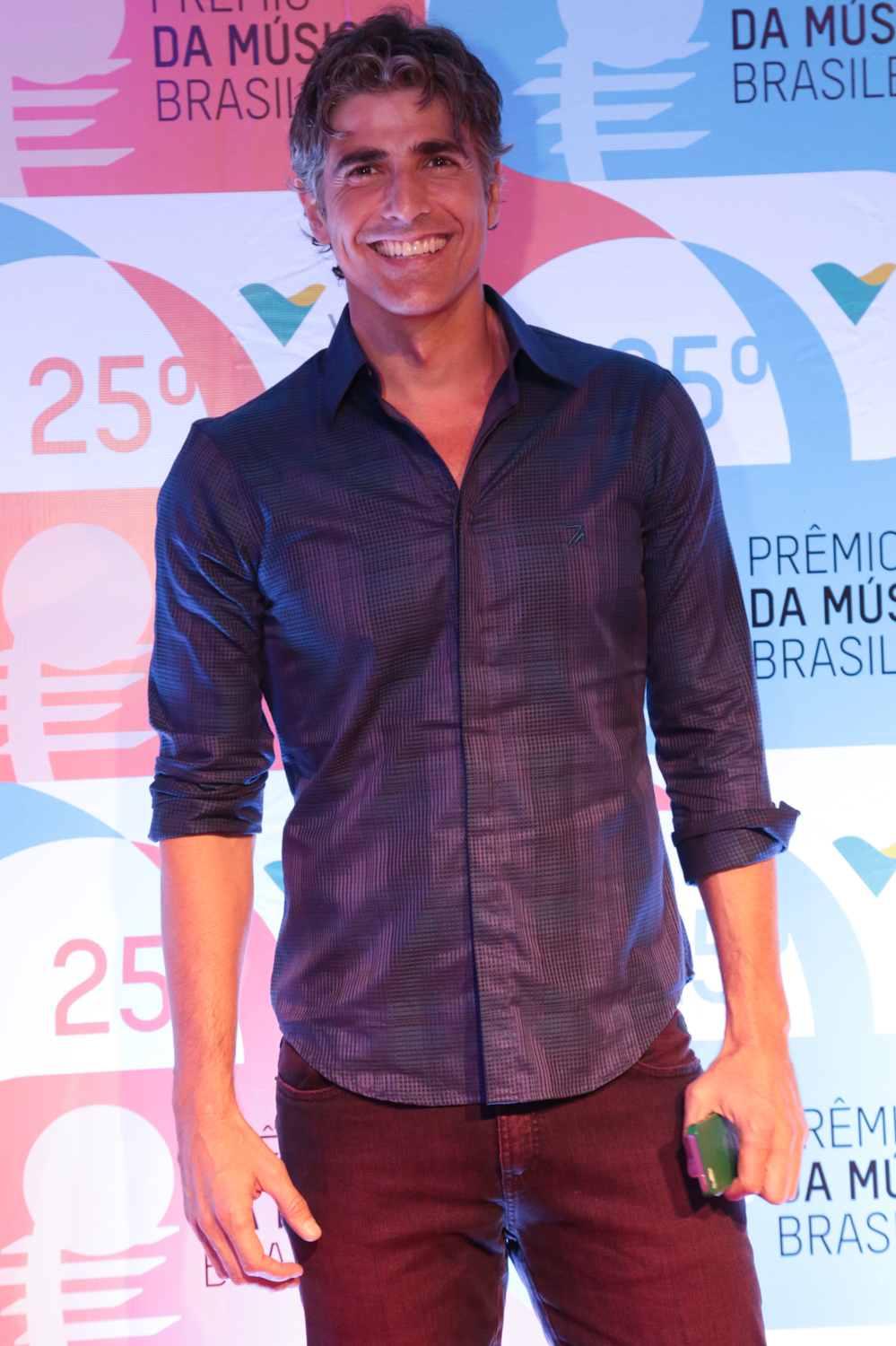
Reynaldo Gianecchini bliźniacy Paco i Apolo
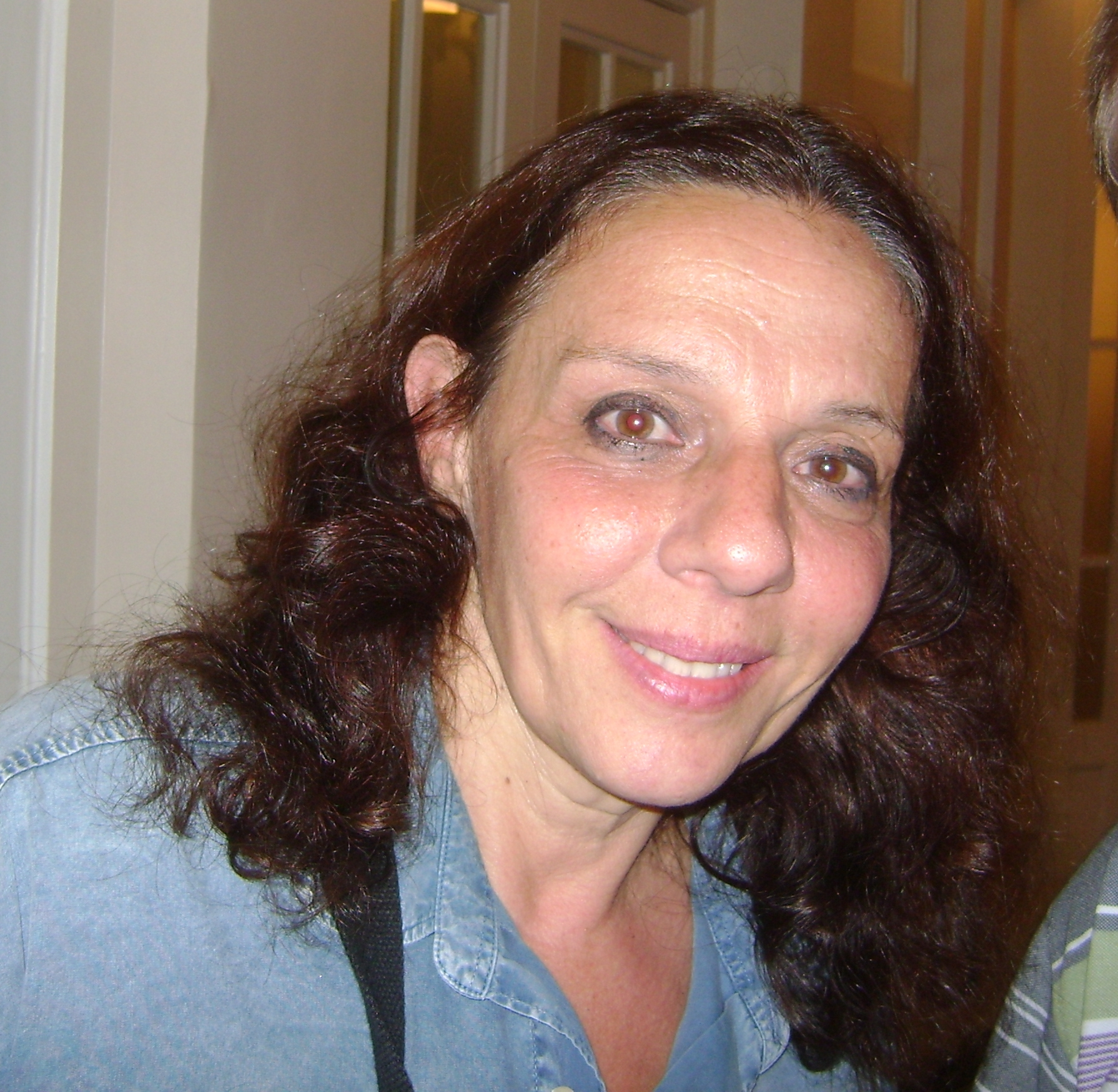
Rosi Campos Mamuśka
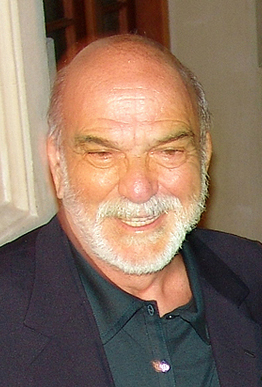
Lima Duarte Afonso
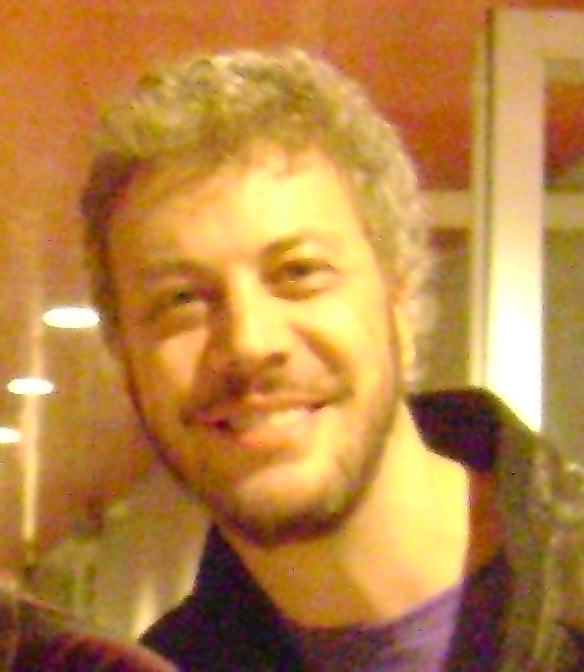
Guilherme Weber Tony
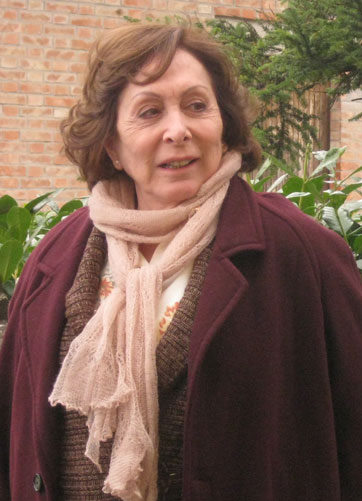
Aracy Balabanian Germana
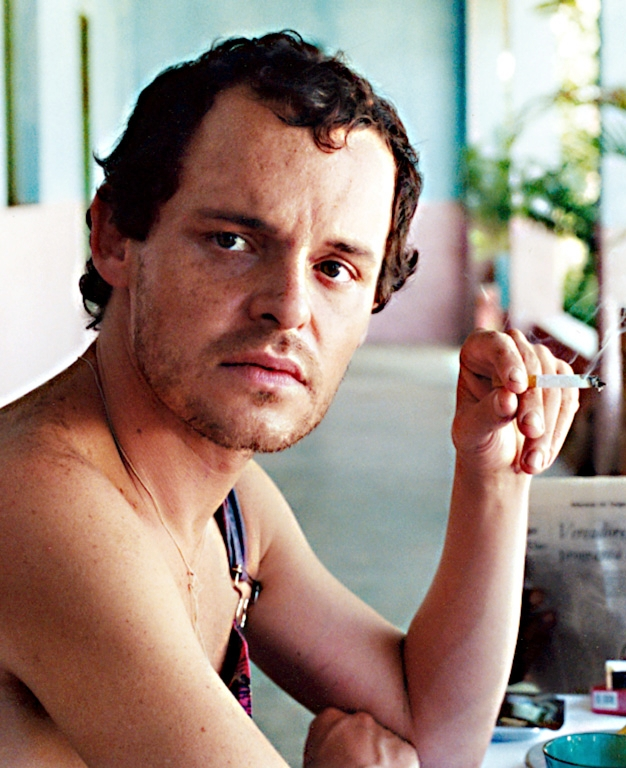
Matheus Nachtergaele Pai Helinho
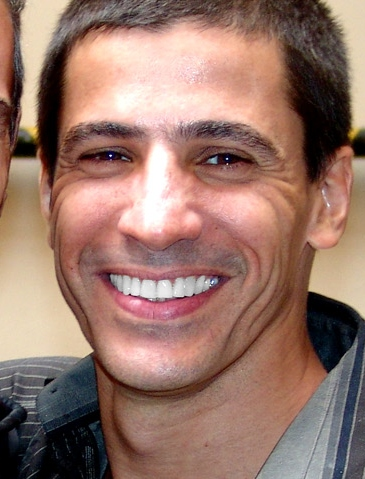
Leonardo Brício Ulisses
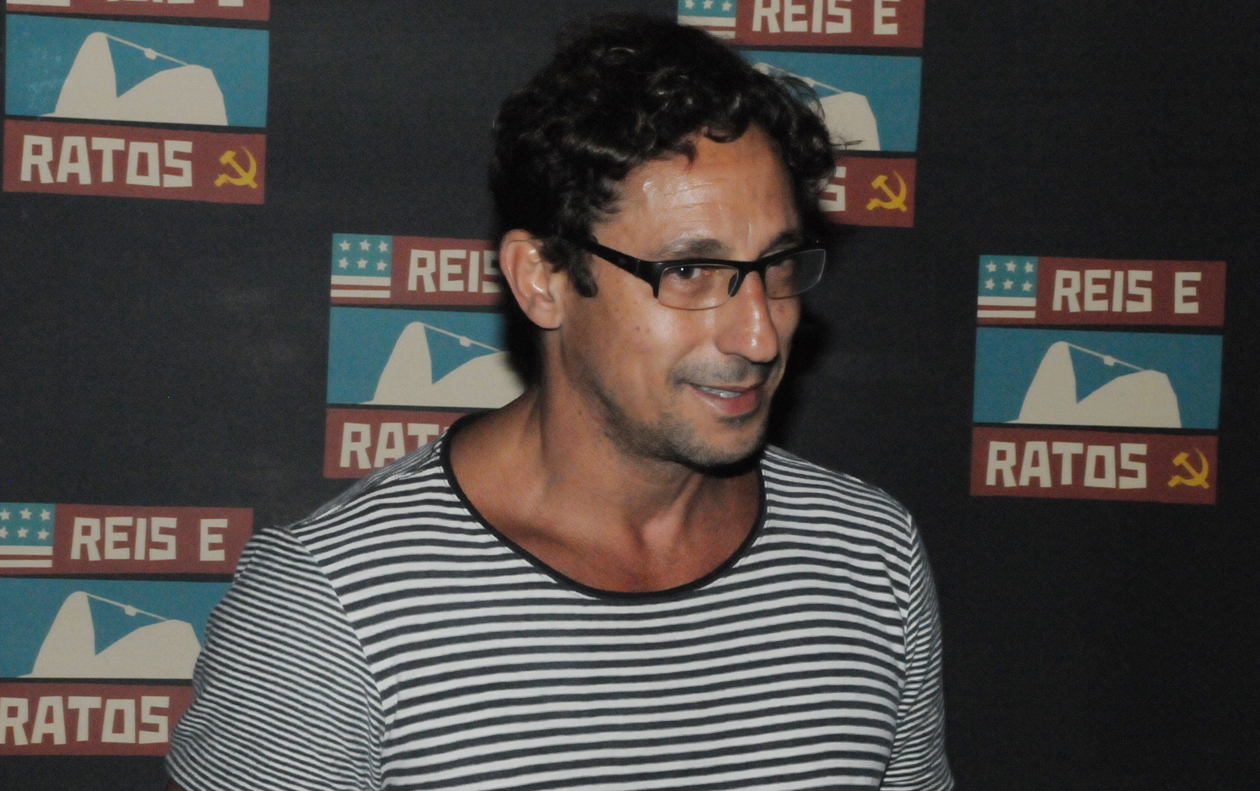
Tuca Andrada Kaíke
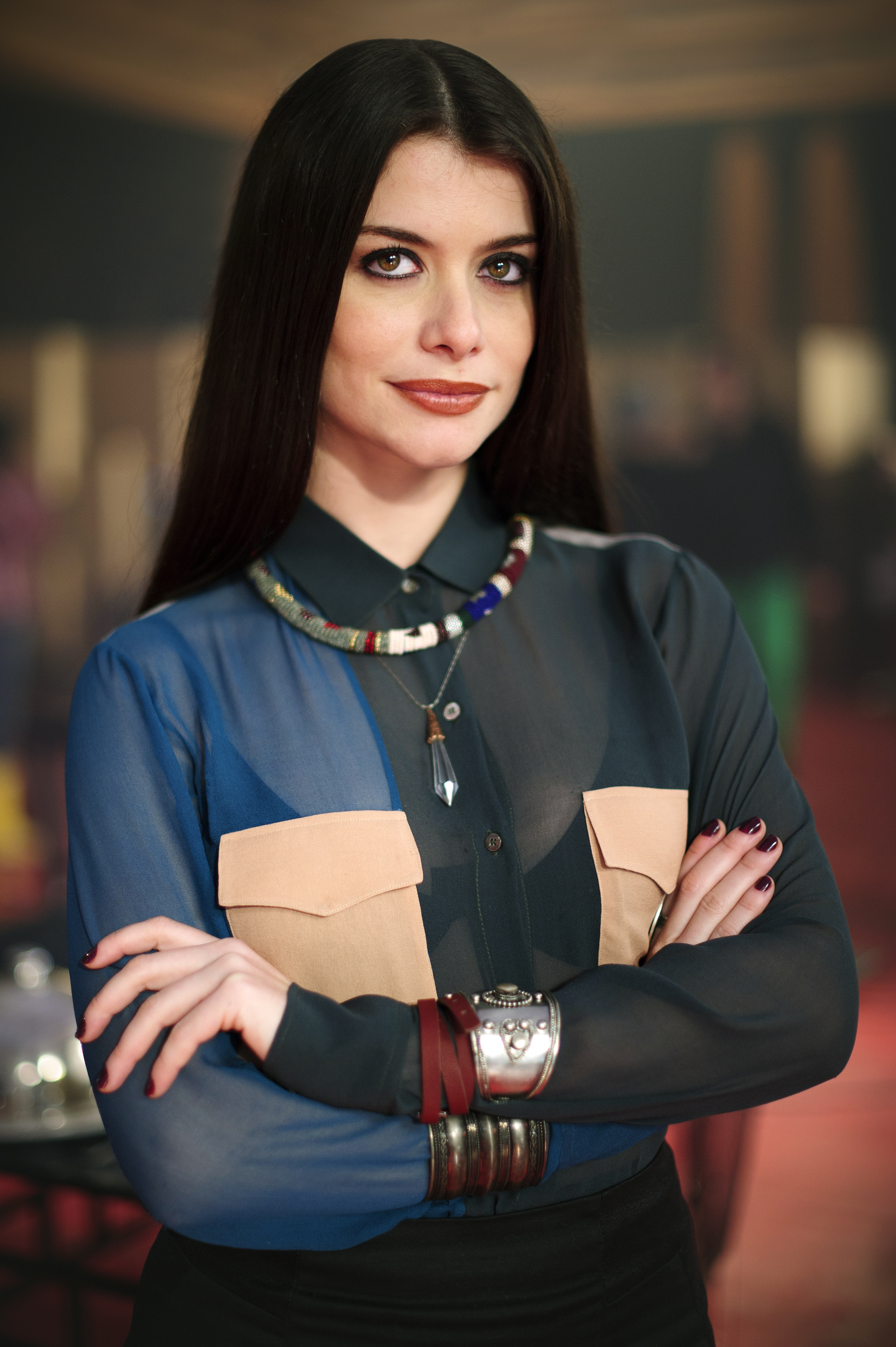
Alinne Moraes Moa
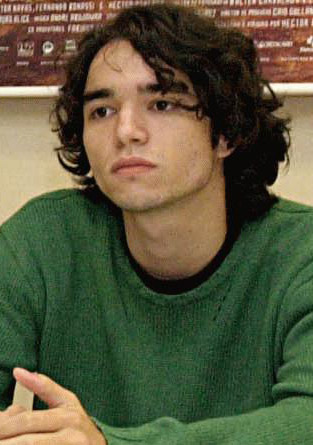
Caio Blat Abelardo
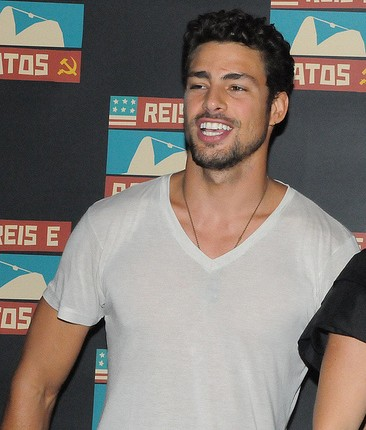
Cauã Reymond Thor
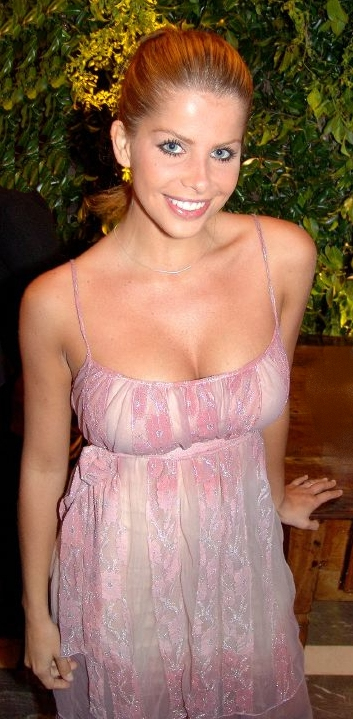
Karina Bacchi Tina
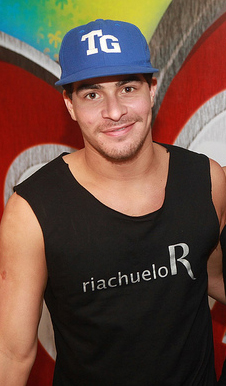
Thiago Martins Sal
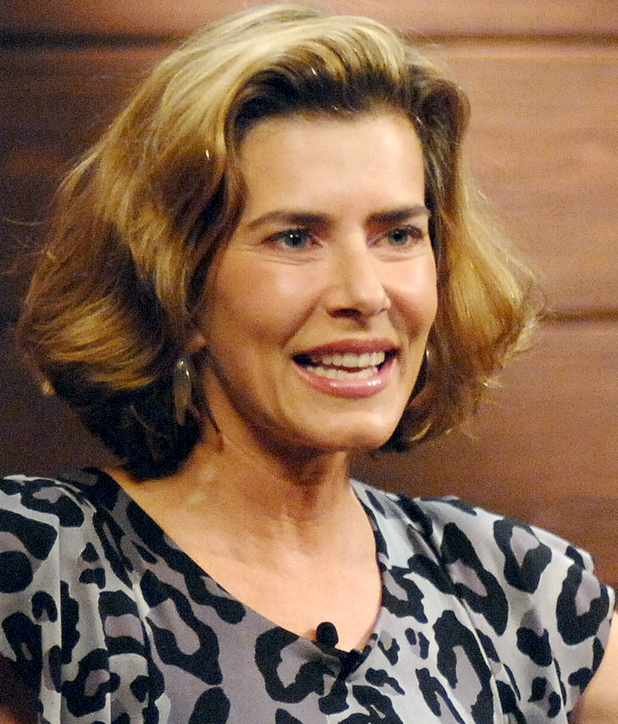
Maitê Proença Verinha
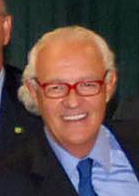
Ney Latorraca Eduardo
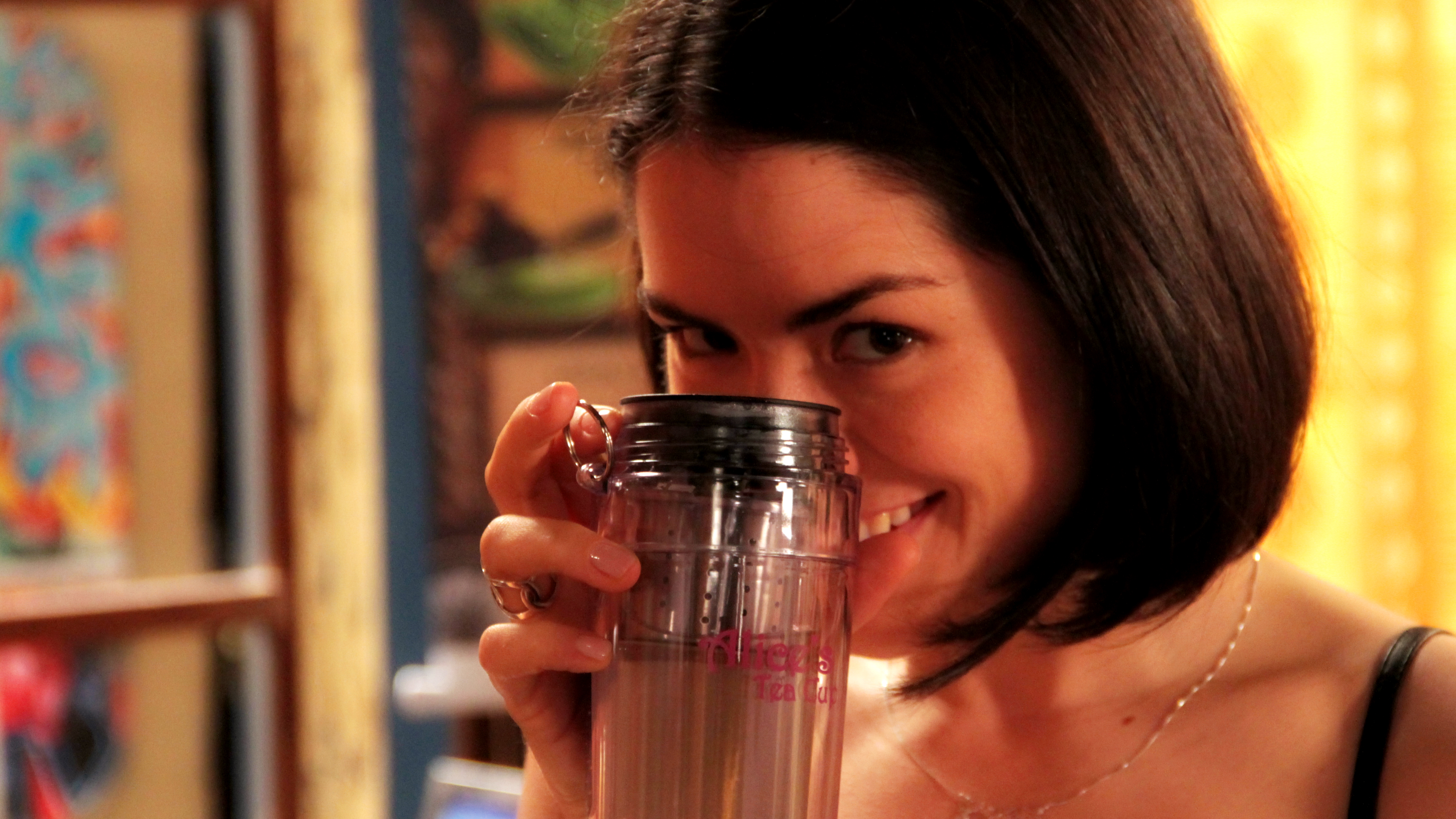
Liliana Castro Olívia
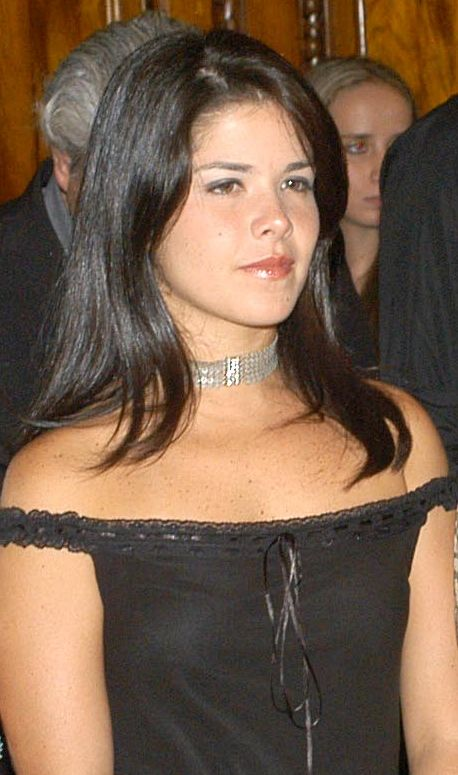
Samara Felippo Greta
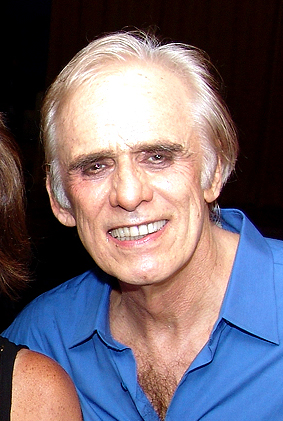
Francisco Cuoco Pai Gaudêncio